# Overbrook Entertainment
La Overbrook Entertainment è una società statunitense di intrattenimento fondata da James Lassiter e Will Smith con sede a Beverly Hills, California. La compagnia di produzione iniziò la sua attività tra il 1997 e il 1999, nel periodo in cui la produzione di Wild Wild West era in corso.
Il nome della società deriva dal nome del scuola frequentata da Smith e Lassiter, la Overbrook High School.
La compagnia produce film, show televisivi e colonne sonore, aiutando giovani artisti sconosciuti a proporre la propria musica

## Produzioni

### Film
- Alì, regia di Michael Mann (2001)
- Showtime, regia di Tom Dey (2002) - non accreditata
- All of Us (2003) - serie TV
- Io, robot (I, Robot), regia di Alex Proyas (2004)
- Salvare la faccia (Saving Face), regia di Alice Wu (2004)
- Hitch - Lui sì che capisce le donne (Hitch), regia di Andy Tennant (2005)
- ATL, regia di Chris Robinson (2006)
- La ricerca della felicità (The Pursuit of Happyness), regia di Gabriele Muccino (2006)
- Io sono leggenda (I Am Legend), regia di Francis Lawrence (2007)
- La terrazza sul lago (Lakeview Terrace), regia di Neil LaBute (2008)
- La vita segreta delle api (The Secret Life of Bees), regia di Gina Prince-Bythewood (2008)
- Hancock, regia di Peter Berg (2008)
- Sette anime (Seven Pounds), regia di Gabriele Muccino (2008)
- The Human Contract, regia di Jada Pinkett Smith (2008)
- Hawthorne - Angeli in corsia (Hawthorne) – serie TV (2009-2011)
- The Karate Kid - La leggenda continua (The Karate Kid), regia di Harald Zwart (2010)
- Una spia non basta (This Means War), regia di McG (2012)
- After Earth, regia di M. Night Shyamalan (2013)
- Annie - La felicità è contagiosa (Annie), regia di Will Gluck (2014)
- Collateral Beauty, regia di David Frankel (2016)
- Bright, regia di David Ayer (2017)
- Gemini Man, regia di Ang Lee (2019)
- Charm City Kings, regia di Ángel Manuel Soto (2020)
- Bad Boys for Life, regia di Adil El Arbi e Bilall Fallah (2020)
- P. S. Ti amo ancora (To All the Boys: P.S. I Still Love You), regia di Michael Fimognari (2020)
- Life in a Year, regia di Mitja Okorn (2020)
- The Harder They Fall, regia di Jeymes Samuel (2021)
- Emancipation - Oltre la libertà (Emancipation), regia di Antoine Fuqua (2022)

### Colonne sonore
- Wild Wild West (1999)
- Love & Basketball (2000)
- Men in Black II (2002)